# Jean-Armand de Joyeuse
Pour les autres membres de la famille, voir Joyeuse.
Jean-Armand de Joyeuse, marquis de Grandpré, né en 1631 et mort le 1er juillet 1710 à Paris, « marquis » de Joyeuse, baron de Verpel (canton de Buzancy), de Saint-Jean-sur-Tourbe, chevalier des ordres du roi est un militaire français du XVIIe siècle.

## Biographie
Jean-Armand est le second fils d'Antoine François de Joyeuse, comte de Grandpré, gouverneur de Mouzon et de Beaumont-en-Argonne, et d'Henriette de la Vieuville.
Le 26 février 1650, il devient mestre de camp du régiment de Joyeuse cavalerie, en remplacement de son frère ainé Charles François de Joyeuse. 
Il se signale en divers sièges et combats, depuis 1648 jusqu'en 1697, notamment à la bataille de Rethel, au siège de cette ville, en 1652, et à celui de Stenay, en 1654.
Il commande l'aile gauche de l'armée à la bataille de Nerwinde, le 29 juillet 1693, et y est blessé d'un coup de mousquet. Il eut le gouvernement de Metz, Toul et Verdun, en 1703.
Il meurt à Paris, le 1er juillet 1710, et est inhumé le 4 dans l'église de Saint-Paul, sa paroisse.
Ses longs et honorables services lui avaient mérité le bâton de maréchal de France, à la promotion de mars 1693. Il ne laisse pas de postérité de Marguerite de Joyeuse, dame de Verpel, sa cousine, fille de Michel, baron de Verpel, seigneur de Montgobert, qu'il avait épousée en juin 1658, et qui finit ses jours le 22 juin 1694.
Il à donné son nom aux 5 casernes "Joyeuse" de Maubeuge (CP 59600), construites sous Vauban de 1684 à 1689, aujourd'hui détruites.

## Armoiries
| Figure | Blasonnement |
|        | Écartelé en 1 et 3 d'or à trois pals d'azur, au chef de gueules, chargé de trois hydres d'or (Chateauneuf-Randon de Joyeuse), en 2 et 4 d'azur au lion d'argent à la bordure de gueules chargé de huit fleurs de lis d'or (Saint-Didier). |